# Louis Ringuier
Pour les articles homonymes, voir Ringuier.
Louis Ringuier, né le 30 janvier 1870 à Villers-Cotterêts (Aisne) et mort le 18 juin 1936 à Saint-Quentin (Aisne), est un homme politique français.

## Biographie
Apparenté au député radical Ernest Ringuier, Louis Ringuier est le fils d'un militant socialiste de l'Aisne, Léon (1844-1909), qui fut candidat à la députation en 1889 et 1893. 
Il commence une carrière de journaliste au sein de L'Echo du Soissonnais, fondé par son père, dès 1888, mais dois quitter l'Aisne pour la capitale, où il travaille comme typographe dans les années 1890. De retour dans le département, il fonde en 1899 Le Combat, hebdomadaire socialiste paraissant à Saint-Quentin. 
Elu conseiller municipal de Saint Quentin en 1900, sous l'étiquette du Parti socialiste français, il participe dans la période aux importants congrès socialistes de la salle Wagram (1900), et, surtout, du Globe, où se décide l'unification du socialisme français au sein de la SFIO (1905). 
Après un échec électoral aux législatives de 1902, il est élu conseiller général de l'Aisne en 1904. En 1910, il est élu député, et sera réélu en 1914 et 1919. 
Socialiste de tradition républicaine « avancée », Louis Ringuier s'attache essentiellement à la défense des intérêts des électeurs de sa circonscriptions, en grande partie rurale, sans entrer dans des débats théoriques.  

## Décorations
« Chevalier de la Légion d'honneur », base Léonore, ministère français de la Culture

## Sources
- « Louis Ringuier », dans le Dictionnaire des parlementaires français (1889-1940), sous la direction de Jean Jolly, PUF, 1960 [détail de l’édition]
- Dictionnaire biographique du mouvement ouvrier  mouvement social, notice de Justinien Raymond